# 고키소역
고키소역(일본어: 御器所駅, ごきそえき)은 일본 아이치현 나고야시 쇼와구에 위치한 철도역이다. 부역명은 쇼와 구청이다.

## 역 구조
쓰루마이 선은 상대식 승강장 2면 2선, 사쿠라도리 선은 섬식 승강장 1면 2선의 지하역에서 사쿠라도리 선의 승강장에는 스크린도어가 설치되어 있다. 둔 노선 모두 승강장의 유효 길이는 20m 8량 편성까지 대응하는 구조이다. 엘리베이터는 사쿠라도리 선 승강장 측에만 있고 쓰루마이 선 승강장과 직접 연결된다. 동쪽 개찰구에는 없다.
대합실과 지상 출구에 대해서는 역 개업 당시에 현재의 동쪽 개찰구로 이어질 동선만 존재하였지만, 사쿠라도리 선 개통과 동시에 사쿠라도리 선 승강장 위에도 대합실과 개찰구가 마련되었고 지상으로 이어지는 출구도 개통되었다. 그래서 사쿠라도리 선이 개통하기 전까지는, 쓰루마이 선 외의 역과 같은 역의 구조였다.

### 타는 곳
| 1 | ■ 쓰루마이 선   | 아카이케·도요타 시 방면         |
| 2 | ■ 쓰루마이 선   | 후시미·가미오타이·이누야마 방면 |
| 3 | ■ 사쿠라도리 선 | 아라타마바시·도쿠시게 방면      |
| 4 | ■ 사쿠라도리 선 | 이마이케·나고야·다이코도리 방면 |

## 역세권 정보
- 쇼와 구청
- 나고야 시 쇼와 보건소
- 나고야 시 쇼와 소방서
- 쇼와 평생 학습 센터
- 고키소 역 빌딩
- 나고야 시 도로 산노 선 (산노도리)

## 역사
- 1977년 3월 18일: 쓰루마이 선 영업 개시.
- 1994년 3월 30일: 사쿠라도리 선 영업 개시.
- 2011년 5월 28일: 사쿠라도리 선 스크린도어 사용 개시.

## 사진

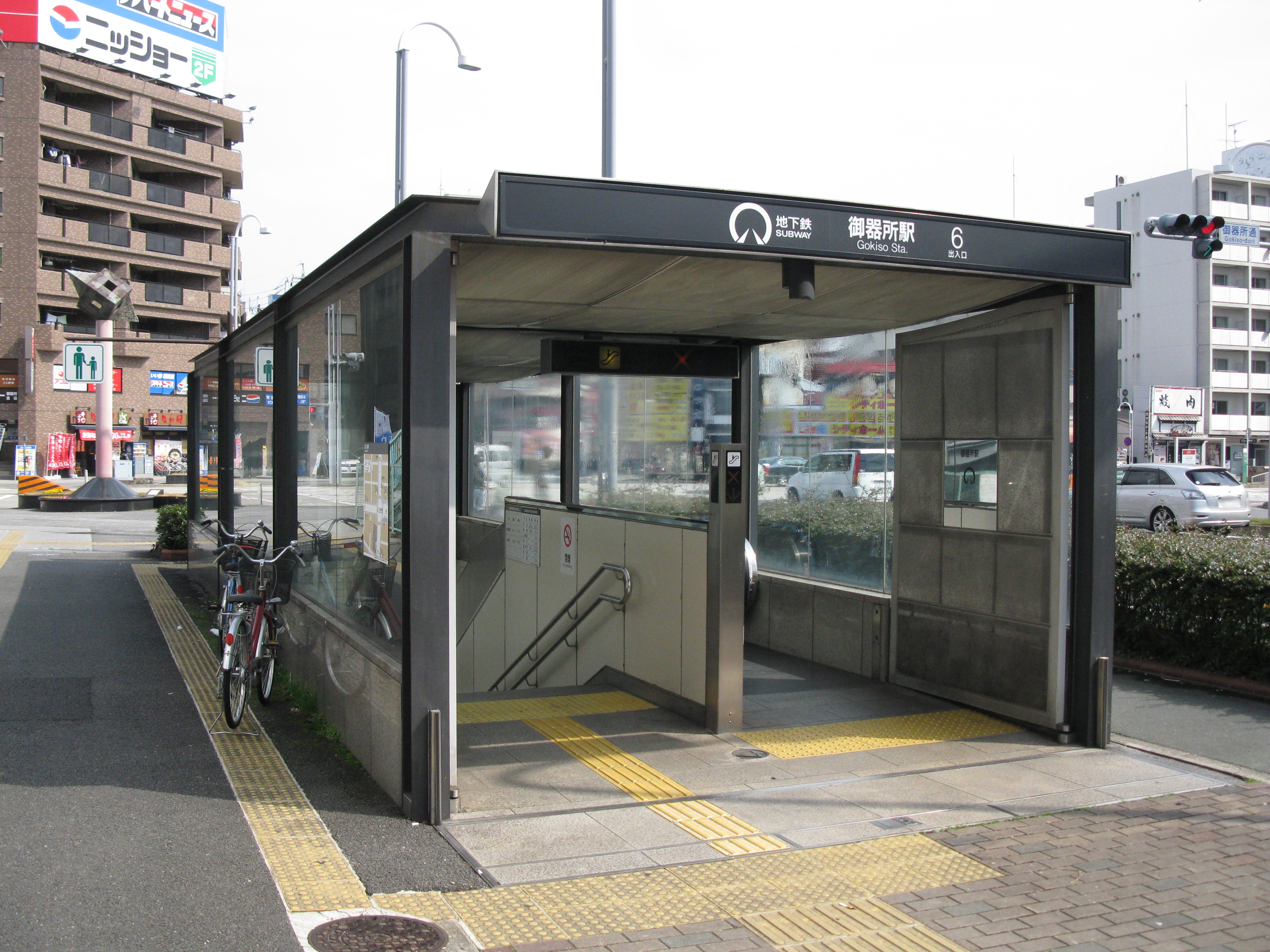
6번 출입구

## 인접역
| 나고야 시 교통국 ■ 지하철 쓰루마이 선 | 나고야 시 교통국 ■ 지하철 쓰루마이 선 | 나고야 시 교통국 ■ 지하철 쓰루마이 선 |
| ------------------------------------- | ------------------------------------- | ------------------------------------- |
| T 11 아라하타 가미오타이 방면         |                                       | 가와나 T 13 아카이케 방면             |

| 나고야 시 교통국 ■ 지하철 사쿠라도리 선 | 나고야 시 교통국 ■ 지하철 사쿠라도리 선 | 나고야 시 교통국 ■ 지하철 사쿠라도리 선 |
| --------------------------------------- | --------------------------------------- | --------------------------------------- |
| S 09 후키아게 다이코도리 방면           |                                         | 사쿠라야마 S 11 도쿠시게 방면           |